# 高市真紀
高市 真紀（たかいち まき）は、青林工藝舎の漫画編集者。筆名は丸山 玉子（まるやま たまこ）。

## 経歴
東京都南多摩郡多摩町（現・多摩市）出身。1991年6月から青林堂の正社員になる。『ガロ』時代は主に蛭子能収やねこぢるを担当する。また編集作業を行う傍ら漫画やイラストを丸山玉子の名義で『ガロ』に発表していた。
1997年、山中潤社長が社員や株主らに相談することなく、独断で新しい社長へ引き継ぎを進めたことがきっかけで、青林堂の編集部員全員が一斉に総退社する形となり、高市も同様に青林堂を退社する。その後、手塚能理子らと共に新出版社「青林工藝舎」を設立し、漫画雑誌『アックス』を1998年に創刊する。
実姉は漫画家の山田花子。

## 編集

### 単行本
- 根本敬 『豚小屋発犬小屋行き』1991年9月 青林堂 ISBN 4792602084 ※白取千夏雄との共同編集
- 井口真吾『Zちゃん』1992年6月 青林堂 ISBN 9784792602185
- 山野一 『混沌大陸パンゲア』1993年12月 青林堂 ISBN 9784792602376
- 山田花子 『からっぽの世界』1998年1月 青林工藝舎 ISBN 4883790010
- 山田花子 『嘆きの天使』改訂版 1999年11月 青林工藝舎 ISBN 4883790452
- 山田花子 『定本神の悪フザケ』改訂版 2000年5月 青林工藝舎 ISBN 488379055X
- 山田花子 『花咲ける孤独』改訂版 2000年9月 青林工藝舎 ISBN 4883790576
- 山田花子 『魂のアソコ』改訂版 2009年7月 青林工藝舎 ISBN 4883792935
- 蛭子能収 『地獄に堕ちた教師ども』2016年10月 青林工藝舎 ISBN 9784883794300

### 雑誌
- 青林堂 『月刊漫画ガロ』 - 1990年から1997年7月まで参加
  - ねこぢる＋山野一『ねこぢるうどん』1990年6月号から1995年10月号まで担当
- 青林工藝舎 『アックス』 - 1998年2月の創刊から参加
  - 蛭子能収＋根本敬『隔月蛭子劇画プロダクション社内報』2009年4月発行『アックス』68号から担当中

## 漫画作品
※すべて丸山玉子名義
- ためにならないマンガ 人間のクズ（ガロ1990年1月号）
- 今にみていろ!!オレが主役だ（ガロ1990年2・3月号）
- 変わってルッてい・わ・れ・た・い♥（ガロ1990年4月号）
- ヤングメン（ガロ1990年5月号～6月号、8月号）
- 鼻血ブー（ガロ1990年7月号）
- ダメだコリャ（ガロ1990年9月号～1991年10月号連載）
- アーメンソーメン冷ソーメン（ガロ1992年8月号）※山田花子との共同作品（単行本『魂のアソコ』収録）
- 馬鹿マンガ道場ポレポレ（アックス1号～18号まで不定期連載）※蛭子能収との共同作品

## メディア出演
バラエティ番組『ダウンタウンのガキの使いやあらへんで!!』（2011年7月17日放送）